# Adam Schmitt (Politiker)
Adam Schmitt (* 7. Juli 1904 in Rimbach; † 30. Oktober 1982 ebenda) war ein deutscher Politiker (SPD) und Abgeordneter des Hessischen Landtags.

## Ausbildung und Beruf
Adam Schmitt war nach Abschluss der Volks- und Berufsschule Lederarbeiter bei der Firma Freudenberg in Weinheim. 1940 bis 1945 leistete er Kriegsdienst.

## Politik
Adam Schmitt, seit 1930 Mitglied der SPD, war vom 1. April 1946 bis 30. Juni 1971 zunächst ehrenamtlicher und ab 1950 hauptamtlicher Bürgermeister von Rimbach. In seine Amtszeit fiel der Bau eines der ersten hessischen Dorfgemeinschaftshäuser, einer weiteren Schule, eines Hallenbads und einer Friedhofshalle. Nachfolger als Bürgermeister wurde sein Sohn Georg Adam Schmitt.
Von 1948 bis 1960 war Schmitt im Landkreis Bergstraße Mitglied des Kreistages, ab 1960 des Kreisausschusses. Ab 1964 war er hauptamtlicher Erster Kreisbeigeordneter.
Vom 1. Dezember 1950 bis zu seinem Tode am 30. Oktober 1982 war Schmitt Abgeordneter im Hessischen Landtag.
1959 war er Mitglied der 3. Bundesversammlung.
Er war stellvertretender Verbandsvorsitzender der Bezirkssparkasse Heppenheim, Verbandsvorsitzender des Mittelpunktschulverbandes Rimbach, Mitglied des Kuratoriums der Martin-Luther-Schule in Rimbach und Vorsitzender im Sängerkreis Rimbach.

## Auszeichnungen
- Landesehrenbrief des Landes Hessen
- Ehrenplakette des Kreises Bergstraße
- Bundesverdienstkreuz erster Klasse der Bundesrepublik Deutschland (1968)
- Ehrenbürger von Rimbach